# هكتور كلايتون
هكتور كلايتون (بالإنجليزية: Hector Clayton)‏ هو كاتب عدل ‏ أسترالي، ولد في 3 يونيو 1885 في سري هيلز ‏ في أستراليا، وتوفي في 18 يوليو 1975 في بادينغتون ‏ في أستراليا.